# Deutsche Cadre-45/2-Meisterschaft 1947

Veranstaltungsort: Hamburg

Die Deutsche Cadre-45/2-Meisterschaft 1947 war eine Billard-Turnierserie und fand vom 8. bis zum 14. April 1947 in Hamburg zum 25. Mal statt.

## Geschichte
Der überragende Teilnehmer dieser Deutschen Meisterschaft im Cadre 45/2, Walter Lütgehetmann, belegte am Ende den zweiten Platz. Nach einer 273:400-Niederlage in 13 Aufnahmen gegen den Immingrather Siegfried Spielmann hatte Lütgehetmann noch alle Karten in seiner Hand. In der letzten Partie gegen den führenden Düsseldorfer August Tiedtke ließ er sich aber auf das sehr offene Spiel von Tiedtke ein und verlor nach mäßigen 38 Aufnahmen mit 392:400. Dabei hatte er vorher in der Partie gegen den Düsseldorfer Karl Moje seinen eigen deutschen Rekod im besten Einzeldurchschnitt (BED) mit 57,14 eingestellt. Der Berliner Werner Sorge, der jetzt für den Hamburger Billardclub antrat, belegte am Ende den dritten Platz.

## Turniermodus
Das ganze Turnier wurde im Round-Robin-System bis 400 Punkte mit Nachstoß gespielt. Bei MP-Gleichstand wurde in folgender Reihenfolge gewertet:
1. MP = Matchpunkte
2. GD = Generaldurchschnitt
3. HS = Höchstserie

## Abschlusstabelle
| MP    | Match Points (Sieger = 2; Unentschieden = 1; Verlierer = 0) |
| Pkte. | Erzielte Karambolagen                                       |
| Aufn. | Benötigte Versuche                                          |
| GD    | Generaldurchschnitt                                         |
| BED   | Bester Einzeldurchschnitt eines Spielers                    |
| HS    | Höchstserie                                                 |
|       | Bester GD des Turniers                                      |
|       | Bester ED des Turniers                                      |
|       | Beste HS des Turniers                                       |
|       | 1. Platz (Gold)                                             |
|       | 2. Platz (Silber)                                           |
|       | 3. Platz (Bronze)                                           |

| Klassement                 | Klassement                           | Klassement | Klassement | Klassement | Klassement | Klassement | Klassement |
| Platz                      | Name                                 | MP         | Pkte.      | Aufn.      | GD         | BED        | HS         |
| -------------------------- | ------------------------------------ | ---------- | ---------- | ---------- | ---------- | ---------- | ---------- |
| 1                          | August Tiedtke (Düsseldorf)          | 20:0       | 4000       | 269        | 14,86      | 23,52      | 156        |
| 2                          | Walter Lütgehetmann (Frankfurt/Main) | 16:4       | 3865       | 141        | 27,41      | 57,14      | 195        |
| 3                          | Werner Sorge (Hamburg)               | 16:4       | 3626       | 224        | 16,18      | 26,66      | 166        |
| 4                          | Siegfried Spielmann (Immigrath)      | 16:4       | 3921       | 272        | 14,41      | 30,76      | 122        |
| 5                          | Gerd Thielens (Gelsenkirchen)        | 10:10      | 3280       | 292        | 11,23      | 16,00      | 100        |
| 6                          | Alfred Jauch (Hamburg)               | 10:10      | 3097       | 284        | 10,90      | 18,18      | 96         |
| 7                          | Hans Paus (Köln)                     | 6:14       | 3118       | 323        | 9,65       | 10,81      | 111        |
| 8                          | Franz Hahn (Radolfzell)              | 6:14       | 2682       | 291        | 9,21       | 17,39      | 152        |
| 9                          | Walter Feller (Remscheid)            | 6:14       | 2479       | 281        | 8,82       | 13,79      | 89         |
| 10                         | Carl Foerster (Aachen)               | 4:16       | 3097       | 372        | 8,32       | 9,75       | 109        |
| 11                         | Karl Moje (Düsseldorf)               | 0:20       | 1881       | 297        | 6,33       | –          | 38         |
| Turnierdurchschnitt: 11,50 |                                      |            |            |            |            |            |            |